# تاوشا
تاوشا (به آلمانی: Tauscha) یک منطقهٔ مسکونی در آلمان است که در Thiendorf واقع شده‌است. تاوشا ۱٬۴۵۴ نفر جمعیت دارد.